# 想哭的我戴上了貓的面具
《想哭的我戴上了猫的面具》（日语：／ Nakitai Watashi wa Neko wo Kaburu）是由佐藤顺一、柴山智隆执导，STUDIO COLORIDO工作室制作的日本长篇动画电影。该作以爱知县常滑市为背景，讲述的是中学2年级学生笹木美代与日之出贤人是同班同学，有一天笹木获得了能变成猫的不可思议的面具，变成猫的她与日之出的距离得以接近的故事。
2020年4月27日，因2019冠狀病毒病疫情的影響，官方宣佈電影延期上映。同月30日，官方宣佈電影將不會在戲院上映，改為於6月18日在Netflix全球獨家上架。
2020年12月4日，本片取得亞洲影藝創意大獎中的最佳動畫。。本片曾入圍第93屆奧斯卡金像獎最佳動畫片角逐名單的初選名單，但未進入決選名單。

## 登場人物
笹木美代
配音：志田未來
13歲的中學二年級學生，向貓店主買了一個貓面具因此擁有了變身成為貓的能力。在變身成貓的時候遇見了日之出賢人，因此喜歡上他，並以貓「太郎」的身分接近日之出。父母離異，母親從小就拋棄她，同學在知道她是個母親不要的小孩的時候起就開始排擠她，只有賴子願意陪在自己身邊，便和賴子成了最好的朋友。總是強顏歡笑，以開心微笑來掩飾內心的不安、悲傷，在變身成貓的時候得知日之出也有差不多的困擾，所以在跟日之出告白的時候坦露自己並沒有像日之出或是其他人內心覺得她這個人的勇敢，自己也有很多話沒辦法說出來。本來每天最大的願望就是世界末日到來，後來變成跟日之出結婚。自己的人面具掉下來之後被貓店主賣給薰的貓「黃豆粉」，並一路去找回人面具，最後被日之出救回後跟日之出交往。有一個綽號名「無限」，伊佐美都叫她「無限大謎人間」。
日之出賢人
配音：花江夏树
美代的同班男同學，美代所喜歡的人。本來覺得美代是怪人，在午餐便當事件後有些對美代改觀，但在告白事件時似乎又對美代的好感完全歸零。家中經營陶藝工作室，因此很喜歡陶藝，但母親只想要兒子的成績，所以不太喜歡母親。父親早逝，有一個姐姐，最常去陶藝工作室找爺爺一起做陶藝，在母親逼迫下爺爺被迫放棄陶藝工作室，因此對美代（太郎）傾訴心事，在無意之下使變身成太郎的美代知道了他的煩惱。在夏日祭典上認識了變成貓的美代，並將她取名為「太郎」，「太郎」為其小時候養的狗。覺得「太郎」的身上有陽光的味道。後來發現「太郎」不論是舉止行為還是受傷之類的部分都與美代很像。救回美代後允諾她會和她告白兩人並交往。羨慕美代想説什麼就能說出來，但其實美代真正想要說出來的話都並沒有說出來過。
深瀨賴子
配音：壽美菜子
美代的兒時玩伴，在美代被排擠的時候成為唯一願意陪美代玩的人。在黃豆粉偽裝成美代的時候察覺出美代的不同因此懷疑這個美代是假裝的。對美代初期熱臉貼冷屁股日之出的行為非常看不下去。
伊佐美正道
配音：小野賢章
賢人的朋友，是其中幾個知道日之出跟美代之間的事的人。稱美代為「無限大謎人間」。
坂內翔太
配音：駒田航
美代和賢人的同班同學，和新堀歩一起惡整正在告白的美代。
新堀步
配音：永野由祐
美代和賢人的同班同學，在午餐便當事件後懷恨美代，便於美代向日之出告白時惡搞，導致美代之後非常討厭這個人。
笹木洋治
配音：千葉進步
美代的父親。
水谷薰
配音：川澄綾子
洋治的未婚妻，很希望自己跟美代之間的距離近一點。
齋藤美紀
配音：大原沙耶香
美代的親生母親，將美代拋棄的人，一直以為女兒最愛的莫過於自己，但殊不知女兒最討厭的人就是她本人。
日之出賢三
配音：清川元夢
賢人的祖父，陶藝工作室的師傅。
日之出幸子
配音：篠原恵美
賢人的媽媽，一心希望兒子能出人頭地，甚至不惜強迫賢三關閉陶藝工作室。片尾職員表中，賢人向她表明想製作陶藝的意願。
日之出優美
配音：北川里奈
賢人的姐姐，喜歡阪口。
坂口智也
配音：浪川大輔
賢人祖父陶藝工房的陶藝家。
楠木先生
配音：小木博明
美代所在班級的班導師。
貓店主
配音：山寺宏一
在祭典上賣面具給美代的店主，進行這種交易的利益就是可以拿到永遠變身成貓的人一半的命。一直勸美代趕快決定要不要永遠變身成貓。
黃豆粉
配音：喜多村英梨
薫飼養的貓，向貓店主買了美代的人面具，為了報答薰變身成為美代，但後來才知道只有自己是貓型態時才能真正好好的報答薰。討厭美代。

## 製作人員
- 監督 - 佐藤順一、柴山智隆[6]
- 脚本 - 岡田麿里[6]
- 主題歌 - Yorushika （環球音樂J）[8]
- 人物設計 - 池田由美
- 演出 - 清水勇司
- 作画監督 - 加藤文、横田匡史、永江彰浩、村山正直、薮本和彦、石川隼、藤卷裕一、植村淳
- 作画監督 - 小林正賴、橋本尚典、石舘波子、加藤万由子、小野田貴之、田澤潮
- 美術監督 - 竹田悠介、益城貴昌
- 色彩設計 - 田中美穗
- CG監督 - 齋藤司
- 攝影監督 - 松井伸哉
- 編輯 - 西山茂
- 音樂 - 窪田美奈
- 動畫製作 - STUDIO COLORIDO[6]
- 企劃 - TWIN ENGINE[9]
- 發行 - 東寶[9]
- 製作 - 「想哭的我戴上了貓的面具」製作委員會

## 主題曲
- 主題曲花上的亡靈
- 插入曲夜行
- 片尾曲嘘月

三首歌曲都由Yorushika樂隊主唱suis演唱，由n-buna負責作詞、作曲、編曲。

## 外部連結
- 官方网站
- 《想哭的我戴上了猫的面具》的X（前Twitter）
- 《想哭的我戴上了猫的面具》的Instagram帳戶
- 在Netflix上觀看《想哭的我戴上了貓的面具》
- 互联网电影数据库（IMDb）上《想哭的我戴上了貓的面具》的资料（英文）